# Абдалла Байгум
Абдалла Байгум (араб. عبد الله بيهم; 1879–1962) — ліванський політик, прем'єр-міністр Лівану за часів Французького мандату.
Вперше тимчасово очолив уряд на початку 1934 й виконував обов'язки прем'єр-міністра до 30 січня 1936 року, коли його замінив на посаді Айюб Табіт. Вдруге став головою уряду Лівану у вересні 1939 року.
Влаштував прийом на честь обрання президентом Бішари ель-Хурі у вересні 1943 року, чим викликав різке невдоволення з боку французької адміністрації, що була проти кандидатури ель-Хурі.